# Metaclasse
In programmazione a oggetti, una metaclasse è una classe le cui istanze sono a loro volta classi. Questo concetto è strettamente legato al concetto di riflessione (reflection), che si applica a quegli strumenti concettuali che permettono di rappresentare, all'interno di un programma, informazioni sulle parti costituenti del programma stesso (tipicamente classi e oggetti).
Il concetto di metaclasse è impiegato soprattutto a livello teorico (appare, per esempio, nella definizione formale della semantica dello Unified Modeling Language), ma trova anche applicazioni dirette in diversi linguaggi di programmazione. In Java, per esempio, tutte le classi sono concettualmente considerate istanze dell'unica metaclasse Class, in Python type è una metaclasse.

## Python
In Python una metaclasse è per lo più definita come una sottoclasse di type.
```
 
class
 
AttributeInitType
(
type
):

     
def
 
__call__
(
self
,
 
*
args
,
 
**
kwargs
):

         
""" Create a new instance. """

 
         
# First, create the object in the normal default way.

         
obj
 
=
 
type
.
__call__
(
self
,
 
*
args
)

 
         
# Additionally, set attributes on the new object.

         
for
 
name
,
 
value
 
in
 
kwargs
.
items
():

             
setattr
(
obj
,
 
name
,
 
value
)

 
         
# Return the new object.

         
return
 
obj

```

Questa metaclasse sovrascrive solamente la creazione dell'oggetto. Tutti gli altri aspetti della classe e comportamento dell'oggetto sono ancora gestiti da type.
Ora la classe Car può essere riscritta per usare questa metaclasse. In Python 2 si fa assegnando __metaclass__ nella definizione di classe mentre in Python 3 fornendo all'argomento della classe metaclass = M)
```
 
class
 
Car
(
object
):

     
__metaclass__
 
=
 
AttributeInitType

     
__slots__
 
=
 
[
'make'
,
 
'model'
,
 
'year'
,
 
'color'
]

 
     
@property

     
def
 
description
(
self
):

         
""" Return a description of this car. """

         
return
 
"
%s
 
%s
 
%s
 
%s
"
 
%
 
(
self
.
color
,
 
self
.
year
,
 
self
.
make
,
 
self
.
model
)

```

Gli oggetti Car si possono istanziare così:
```
 
cars
 
=
 
[

     
Car
(
make
=
'Toyota'
,
 
model
=
'Prius'
,
 
year
=
2005
,
 
color
=
'green'
),

     
Car
(
make
=
'Ford'
,
 
model
=
'Prefect'
,
 
year
=
1979
,
 
color
=
'blue'
)]

```

Un altro esempio di Metaclasse in Python:
```
class
 
Spell
(
type
):

    
def
 
__new__
(
cls
,
classname
,
super
,
classdict
):

        
def
 
pph
(
 
hours
 
):
 
return
 
lambda
 
self
 
:
 
self
.
pay_per_hour
 
*
 
hours

        
classdict
[
'pay_per_hour'
]
 
=
 
12

        
classdict
[
'day_salary'
]
 
=
 
pph
(
8
)

        
classdict
[
'week_salary'
]
 
=
 
pph
(
8
*
5
)

        
classdict
[
'year_salary'
]
 
=
 
pph
(
8
*
5
*
4
*
12
)

        
classdict
[
'month_salary'
]
 
=
 
pph
(
8
*
5
*
4
)

        
return
 
type
.
__new__
(
cls
,
 
classname
,
 
super
,
 
classdict
 
)

class
 
Person
(
metaclass
=
Spell
):

    
def
 
__init__
(
self
,
name
,
lastname
,
bday
):

        
self
.
name
 
=
 
name

        
self
.
lastname
 
=
 
lastname

        
self
.
bday
 
=
 
bday

    
def
 
get_name
(
self
):

        
return
 
self
.
_name

    
def
 
get_lastname
(
self
):

        
return
 
self
.
_lastname

    
def
 
get_bday
(
self
):

        
return
 
self
.
_bday

    
def
 
__repr__
(
self
):

        
return
 
"name: 
{0}
, lastname: 
{1}
, bday: 
{2}
"
.
format
(
self
.
name
,
self
.
lastname
,
self
.
bday
)

      

if
 
__name__
 
==
 
"__main__"
:

    
persona
 
=
 
Person
(
"Mario"
,
"Rossi"
,
"23 novembre 65"
)

```

## Linguaggi che supportano le metaclassi
- Common Lisp, attraverso CLOS
- Delphi e altre versioni di Object Pascal influenzate da esso
- Groovy
- Objective-C
- Python
- Perl, attraverso la metaclasse pragma, come anche utilizzando Moose
- Ruby
- Smalltalk